# Enrique de Guzmán Haros
Pour les articles homonymes, voir Guzmán.
Ne doit pas être confondu avec Enrique de Guzmán.
Enrique de Guzmán Haros  (né  à Madrid, capitale de l'Espagne, en 1605 et mort dans la même ville, le 21 juin 1626) est un cardinal espagnol du XVIIe siècle. Sa mère est la sœur du politicien Gaspar de Guzmán, comte d'Olivares.

## Repères biographiques
Guzmán Haros est chanoine à Séville et à Tolède. Il est créé cardinal par le pape Urbain VIII lors du consistoire du 19 janvier 1626, mais il meurt la même année en juin sans avec reçu ni le chapeau ni le titre cardinalice.